# Lars van den Berg
Lars van den Berg (De Meern, Utrecht, 7 de julho de 1998) é um ciclista neerlandês que compete com a equipa Groupama-FDJ. O seu irmão Marijn também é ciclista profissional na equipa EF Education-EasyPost.

## Biografia
Em 2019 demonstrou ser um bom escalador ao terminar décimo no Alpes Isère Tour, o Grand Prix Priessnitz spa, o Kreiz Breizh Elites e o Tour de l'Avenir. Para a temporada de 2020 alinhou no França com a equipa continental do Groupama-FDJ.
Ao igual que seus colegas Jake Stewart e Clément Davy, assinou um contrato com a equipa UCI World Tour do Groupama-FDJ no final da temporada de 2020, para ajudar a Thibaut Pinot na montanha.

## Palmarés
Ainda não tem conseguido nenhuma vitória profissional.

## Resultados em Grandes Voltas
| Corrida | Corrida         | 2017 | 2018 | 2019 | 2020 | 2021 | 2022 |
| ------- | --------------- | ---- | ---- | ---- | ---- | ---- | ---- |
|         | Giro d'Italia   | —    | —    | —    | —    | 64.º | —    |
|         | Tour de France  | —    | —    | —    | —    | —    | —    |
|         | Volta a Espanha | —    | —    | —    | —    | —    | —    |

―: não participa
Ab.: abandono

## Equipas
- Metec-TKH Continental Cyclingteam p/b Mantel (2017-2019)
- Groupama-FDJ Continental (2020)
- Groupama-FDJ (2021-)